# Рейвън Алексис
Рейвън Алексис (на английски: Raven Alexis) е американска порнографска актриса.

## Биография
Родена е на 26 януари 1987 г. в град Спокан, Вашингтон, САЩ. Завършва Държавния университет в град Бойзи, щата Айдахо, където получава бакалавърска степен по наказателен процес, а като втора специалност учи психология.
През 2009 г., на 22-годишна възраст, дебютира като актриса в порнографската индустрия, като подписва договор с продуцентската компания „Диджитъл Плейграунд“ и бързо се утвърждава като едно от водещите имена на тази компания. През 2010 г. е удостоена с наградата на NightMoves за най-добра нова звезда в тази с избор на феновете. Година по-късно получава наградите на AVN за най-добра лесбийска групова секс сцена и наградата на феновете за най-дива секс сцена, като и двете награди са за изпълнението ѝ заедно с Кейдън Крос, Райли Стийл и Кацуни във филма „Телесна топлина“ (Body Heat). През 2012 г. печели XBIZ награда за най-добро поддържащо актьорско изпълнение.
На 7 май 2010 г. участва заедно с редица други порноактьори в 14-ия благотворителен голф турнир и благотворителния търг в памет на Скайлър Нийл в Сими Вали, Калифорния, на които се събират средства за финансиране на борбата с детски заболявания.
На 8 юли 2011 г. съобщава, че прекъсва кариерата си.
Умира на 23 март 2022 г.

## Награди и номинации
Носителка на награди
- 2010: NightMoves награда за най-добра нова звезда (избор на феновете).[6][12]
- 2011: AVN награда за най-добра групова секс сцена само с момичета – „Телесна топлина“ (с Джеси Джейн, Райли Стийл, Кацуни и Кейдън Крос).[5]
- 2011 AVN награда в категорията награда на феновете за най-дива секс сцена.[5]
- 2012: XBIZ награда за най-добро поддържащо актьорско изпълнение.[7]

Номинации
- 2010: Номинация за AVN награда за най-добра нова уеб звезда[13]
- 2011: Номинация за XBIZ награда за нова звезда на годината.[14]
- 2011: Номинация за AVN награда за най-добра нова звезда.[15]
- 2011: Номинация за AVN награда за най-добро закачливо изпълнение.[15]
- 2011: Номинация за AVN награда за най-добра секс сцена с тройка (момиче-момиче-момче).[15]

Други признания и отличия
- 2010: Списание Cheri: курва на месец юли.[16]
- 88-о място в класацията на списание „Комплекс“ – „Топ 100 на най-горещите порно звезди (точно сега)“, публикувана през месец юли 2011 г.[17]